# Funtivo
Un funtivo es toda entidad (simple o compleja) que esté capacitada para contraer o desempeñar una función lingüística. Según la complejidad y modo de organización interna podemos diferenciar tres tipos: 
- Funtivo simple: magnitud mínima capaz de contraer o desempeñar una función dada.
- Funtivo compuesto: Secuencia de dos o más funciones (cualquiera sea su organización interna) que constituye por coordinación una magnitud funcional más amplia.
- Funtivo complejo: entidad formada por la unión de dos o más entidades funcionales, bien por medio de una relación de dependencia, bien por medio de una interdependencia.

Se entiende por unidad todo elemento o magnitud mínima para una función dada.

## Funtivo en Hjemslev
Louis Hjelmslev sigue las ideas de Saussure sobre las relaciones sintagmáticas y paradigmáticas; pero las amplía y las matiza: Las relaciones lingüísticas son funciones porque una función es la relación que se establece entre dos elementos que se denominan funtivos y, a partir de esa función, cada elemento adquiere su valor.
Las relaciones que establecen los funtivos pueden ser:
- Sintagmáticas: se establecen entre funtivos que aparecen en el mismo contexto.
- Paradigmáticas: se establecen entre elementos que pertenecen a un mismo paradigma.

Hjemslev las plantea de forma binaria y denominará a cada elemento funtivo. El género y el número también establecen una relación; son, pues, funtivos. Hjemslev también hace una explicación de los tipos de relaciones lingüísticas que pueden existir. Para ello parte de que los funtivos pueden ser:
- Funtivos constantes: su presencia es necesaria para que aparezca el otro funtivo de relación.
- Funtivos variables: su presencia no es necesaria para que aparezca el otro término.

Partiendo de la relación entre constantes y variables, cuando hay dos funtivos constantes se habla de interdependencia. La interdependencia, en el plano paradigmático se llama complementariedad, y en el plano sintagmático se llama solidaridad. Cuando un funtivo es constante y el otro variable, estamos ante determinación, que en el plano paradigmático se llama especificación y en el plano sintagmático se llama selección.
Constelación: relación entre dos funtivos variables. En el plano paradigmático se llama autonomía y en el sintagmático, combinación.